# Ercole Spada

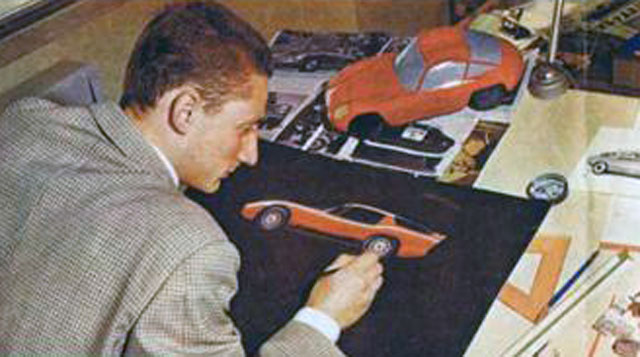
Ercole Spada rysujący projekt samochodu

Ercole Spada (ur. 26 lipca 1937 w Busto Arsizio, zm. 2 albo 3 sierpnia 2025 w Sestriere) – włoski projektant działający w branży motoryzacyjnej. Współpracował z wieloma firmami motoryzacyjnymi, najbardziej znany z projektów samochodów sportowych dla producentów takich jak Aston Martin, Ferrari, Maserati.

## Życiorys
Swoją karierę projektanta rozpoczął w firmie Zagato w lutym 1960. Jego pierwszym projektem był Aston Marin DB4 GT Zagato. Dokonania Ercole Spady szybko wyznaczyły trendy projektowania w branży motoryzacyjnej. Po odejściu z Zagato zaprojektował uważany za jeden z najbardziej nowocześnie wyglądających samochodów tamtej epoki Alfa Romeo Junior Z. w 1970 roku podjął współpracę z koncernem Forda, zatrudniony jako główny projektant w Carozzeria Ghgia (przejętej w 1970 roku przez Ford Motor Company). Po odejściu z Forda, przez krótki okres związany był z Audi by w 1976 roku podjąć współpracę z koncernem BMW, gdzie zaprojektował modele E32 i E34.
W 1983 roku Ercole Spada wrócił do Włoch aby zostać szefem I.DE.A Institute. Dla koncernu Fiata projektował modele uważane za przełomowe w historii firmy Tipo i Tempra, oraz ich bliźniacze, ale bardziej luksusowe odmiany, Delta i Dedra. Inne projekty dla włoskiego koncernu to Alfa Romeo 155 oraz Lancia Kappa. W 1993 roku powrócił do Zagato, gdzie projektował m.in. dla Ferrari. Następnie prowadził własną firmę Spadaconcept.

## Niektóre projekty
- 1960 – Aston Martin DB4 GT Zagato
- 1960 – Alfa Romeo Giulietta SZ
- 1960 – O.S.C.A 1600 GTZ
- 1962 – Alfa Romeo 2600 SZ
- 1962 – Lancia Flavia Sport
- 1963 – Alfa Romeo Giulia TZ
- 1963 – Lancia Flaminia Super Sport
- 1965 – Lancia Fulvia Sport
- 1967 – Lancia Flavia Super Sport
- 1967 – Rover 2000 TCZ
- 1969 – Alfa Romeo Junior Z
- 1969 – Volvo GTZ 2000
- 1970 – Ford GT 70
- 1992 – Alfa Romeo 155
- 1993 – Nissan Terrano II
- 1988 – Fiat Tipo
- 1990 – Fiat Tempra
- 1989 – Lancia Dedra
- 1993 – Lancia Delta
- 1994 – Lancia Kappa
- 2007 – Spada TS Codatronca